# 英孚教育
英孚教育，简称英孚（英語：EF Education First），是一所由伯提·霍特（Bertil Hult）於1965年在瑞典隆德建立的跨國教育集團。在伯提·霍特的帶領下，EF發展成一間在114個國家擁有52,000多名員工的跨國企業，資產達數十億。除此以外，霍特國際商學院也以伯提·霍特的名字命名。EF英孚教育是私有企业，旗下有16个下属机构及非盈利性组织，專門從事語言學習及培訓、教育旅遊、學位課程和文化交流等各种教育类课程，在全球54個國家和地區擁有500所學校和辦公室。 EF英孚的全球網絡包括18,000名專職辦公人員，5,500名全職教師和17,000個兼職教師、領隊和導遊，是全球的大型私營教育集團。
現公司是由霍特家庭以私人控股形式擁有的確，總部設在瑞士盧塞恩。
EF英孚教育於2007年首次發布了EF英語能力指標（EF EPI），發表有關英語語言能力的國家排名。最新的第七版EF英語能力指標排名名單上有63個國家和地區，是於2013年向75萬名18歲或以上的成人收集了英語水平測試數據后所得到的排名結果。

## 历史

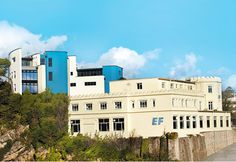
EF Academy Torbay Campus

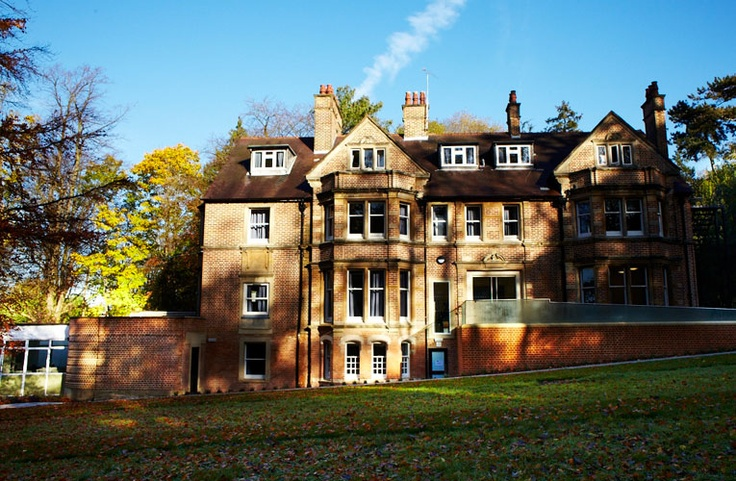
EF Academy Oxford Campus

- 1970年－1979年：EF迅速发展，在法国、德国、意大利、荷兰、日本和墨西哥开设办公室。
- 1978年：瑞典公主在剑桥成立了EF国际语言学校。
- 1978年：EF英孚被广受好评的英国广播公司BBC选中录制英语学习磁带“Radio English”。
- 1983年：EF在美国开设了第一所语言学校。
- 1985年：EF录取第一百万名学生。
- 1988年：EF获选为汉城奥运会指定语言学校。
- 1993年：EF English First成为第一间获准进驻上海的外国语言学校。
- 1997年：Englishtown.com 线上英语学校的成立。
- 1997年：EF英孚为微软、摩托罗拉、联邦快递等国际企业提供语言培训服务。
- 2003年：伯提·霍特成为Arthur D Little School of Management的主要赞助人，学校正式改名为Hult International Business School“霍特商学院”。
- 2003年：EF英孚以72小时连续英语教学打破世界纪录。
- 2005年：EF采用了EFekta System，并成为全球最具规模的私立语言教学机构，庆祝其成立40周年。
- 2005年：EF英孚在建立了上海旗舰中心，也是中国国内最大的英语培训中心。
- 2008年：EF获选为北京奥运会语言培训服务供应商。
- 2009年：EF与剑桥ESOL建立国际合作，共同计划研究如何由基础改善学生学习英语的方法。
- 2010年：推出全新版本的Efekta10™学习系统。
- 2010年：EF英孚教育成为第16届广州亚运会语言培训服务供应商。
- 2011年：发布全球首个《英语熟练度指标报告》（简称EF EPI）。
- 2012年：发布第二版《英语熟练度指标报告》。
- 2013年：发布第三版《英语熟练度指标报告》。
- 2014年：发布第四版《英语熟练度指标报告》。
- 2015年：发布第五版《英语熟练度指标报告》。
- 2016年：发布第六版《英语熟练度指标报告》。
- 2017年：发布第七版《英语熟练度指标报告》。
- 2019年，英孚教育中國區站點被曝外教吸毒以及欺騙消費者使用網絡貸付學費等問題。8月13日，中国民办教育协会暂停英孚教育行使会员权利[7]。

## 语言
EF的國際語言學校共教授九種語言：
- 德语
- 英语
- 意大利语
- 法语
- 西班牙语
- 俄语
- 漢语
- 日语
- 韓语

## 课程
- EF英孚教育英语培训中心（18岁以上）
- EF英孚教育青少儿英语（3－18岁）
- EF English Live在线英语课程（18岁以上）
- EF英孚海外国际语言学校
- EF英孚海外高中（14 - 19岁中学生，课程长度为1－5年）
- EF英孚教育语言学习解决方案
- Hult霍特国际商学院
- EF英孚美国互惠生（18－26岁）

## 产品架構
- EF语言培训中心：EF英孚在世界各地开设的英语学校，为各年龄段、各种英语水平的学员提供常规的语言培训课程，包括小班外教口语课程、iLAB网络课程和Life Club生活俱乐部等内容。
- EF语言教学课程：学校最早推出的产品，供9至15岁的青少年在寒假和暑期的时候参加。除了语言学习，课程更提供如观光旅游、高尔夫球、舞蹈和骑马等活动。
- EF国际语言学校：为16岁以上的人士提供为期2至52个星期的海外语言学习课程，适合不同程度和不同年龄人士参加。
- EF学年制外语留学课程：让学生在当地高中或大学就读，体验外国文化。
- EF企业语言培训：为在职人士和企业度身订造合适的语言学习课程。
- EF English Live：全球唯一24小時隨選隨上，來自英、美、澳、加的母語外教为各种程度的学生提供线上英语课程。
- EF高中交换生计划：为一非盈利组织，协助高中學生在外国就读1年。
- EF教育旅行团和EF探索美国之旅：让教师将旅游融入教学之中。

## 歐洲
- 英国：倫敦、劍橋大學Clare學院、劍橋、牛津、布里斯托、伊斯特本、曼彻斯特、伯恩茅斯、布莱顿、托基
- 马耳他：聖朱利安
- 愛爾蘭：都柏林
- 法国（法语学校）：巴黎、尼斯
- 意大利（意大利语学校）：罗马
- 德国（德语学校）：慕尼黑、柏林
- 西班牙（西班牙语学校）：巴塞罗那、馬德里、马拉加

## 亞洲
- 中国大陆：上海、北京、河南（郑州）、天津、黑龙江（哈尔滨、大庆）、吉林（长春）、辽宁（沈阳、大连、锦州）、内蒙古（呼和浩特、包头）、河北（石家庄、唐山、秦皇岛）、山东（青岛、烟台、威海、东营、日照）、山西（太原）、陕西（西安）、新疆（乌鲁木齐）、江苏（南京、苏州、無錫、张家港、常熟、常州、徐州、镇江、南通）、浙江（杭州、萧山、宁波、余姚、慈溪、绍兴、嘉兴、金华、义乌、湖州、台州）、安徽（合肥）、湖北（武汉）、湖南（长沙）、重庆、四川（成都）、贵州（贵阳）、福建（厦门）、广东（广州、深圳、东莞、惠州）、广西（南宁）
- 新加坡
- 台灣

## 美洲
- 美国：華盛頓、纽约、波士顿、迈阿密海滩、芝加哥、圣塔巴巴拉、旧金山、圣地亚哥、西雅图、夏威夷
- 加拿大：多伦多、温哥華、温哥華島

## 大洋洲
- 澳大利亚：柏斯、悉尼、布里斯班
- 新西兰：奥克兰

## 非洲
- 南非：开普敦

## 争议
EF因其对参加其课程的学生的管理不善而受到严厉批评。2022年2月17日，参加EF Academy纽约项目的意大利学生Claudio Mandia，在被抓到抄袭数学作业后被处以四天的惩罚性隔离，在一间白色房间中自杀。学校一直否认这名年轻人处于限制自由的状态，索恩伍德学院回应了Claudio的家人的指责，称该房间“未上锁”且“可以进行社交互动”。然而，根据Claudio的家人和朋友的说法，学校工作人员告诉Claudio“他没有离开房间的许可，并且走廊有闭路电视”。
在Claudio Mandia的故事之后，一档名为《Chi l'ha visto?》的意大利电视节目揭示了EF Academy提出的其他学生证言。其中包括有学生被醉酒父母收养的案例，甚至有一位寄宿家庭父母因为邻居的狗而开枪，以及EF High School Exchange的协调员Thomas Boatright被指控进行性剥削和持有儿童色情物品的案例。